# Milbank
Milbank är administrativ huvudort i Grant County i South Dakota. Orten har fått sitt namn efter järnvägsdirektören Jeremiah Milbank. Enligt 2010 års folkräkning hade Milbank 3 353 invånare.